# 奇爾彭山
46°45′43″N 9°37′07″E / 46.76197268°N 9.61872339°E

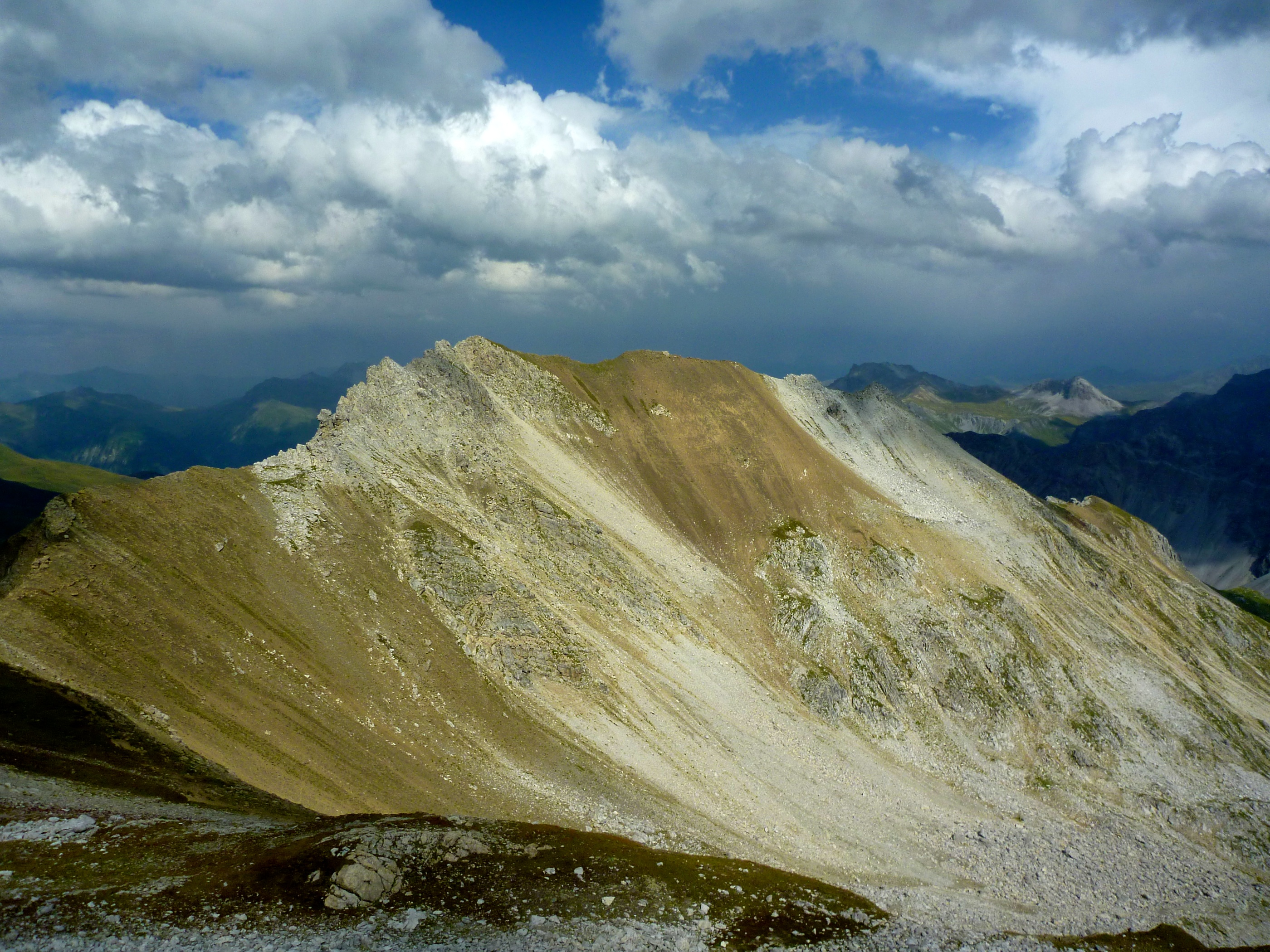

奇爾彭山（Tschirpen），是瑞士的山峰，位於該國東南部，由格勞賓登州負責管轄，屬於普萊蘇爾阿爾卑斯山脈的一部分，距離帕帕訥魏斯山1.2公里，海拔高度2,728米。